# Championnat de France Superdivision de tennis de table 2002-2003
Le Championnat de Superdivision de tennis de table 2002-2003 est la 13e édition du championnat de Superdivision, plus haut niveau des championnats de France de tennis de table par équipes. Il oppose les huit meilleures équipes de France dans le championnat masculin et les huit meilleures équipes féminines.
Navigation
Superdivision 2001-2002 Pro A 2003-2004
| \| Levallois SC TT Angers SAG Cestas TT Pontoise Caen TTC Hommes Montpellier Hommes US Kremlin Bicêtre Saint-Berthevin Mondeville Caen TTC Femmes ASPTT Lille Métropole Lys Lez Lannoy CP Évreux Montpellier Femmes \| Localisation des clubs engagés dans le championnat. |
| Levallois SC TT Angers SAG Cestas TT Pontoise Caen TTC Hommes Montpellier Hommes US Kremlin Bicêtre Saint-Berthevin Mondeville Caen TTC Femmes ASPTT Lille Métropole Lys Lez Lannoy CP Évreux Montpellier Femmes                                                           |

## Championnat masculin
| Pl | Equipes                     | Pts | J  | V  | D  |
| -- | --------------------------- | --- | -- | -- | -- |
| 1  | Elan Nevers Nièvre          | 40  | 14 | 13 | 1  |
| 2  | Levallois SC TT             | 38  | 14 | 12 | 2  |
| 3  | Montpellier tennis de table | 34  | 14 | 10 | 4  |
| 4  | Caen TTC                    | 32  | 14 | 9  | 5  |
| 5  | SAG Cestas TT               | 26  | 14 | 6  | 8  |
| 6  | Angers Vaillante TT         | 22  | 14 | 4  | 10 |
| 7  | TTC Nantes Atlantique       | 18  | 14 | 2  | 12 |
| 8  | CTT Bruille                 | 14  | 14 | 0  | 14 |

- Le championnat a été disputé de bout en bout, Montpellier avait très bien commencé avant de se faire rattraper par le Levallois SC TT et l'Elan Nevers Nièvre[1]. C'est finalement l'Elan Nevers Nièvre qui remporte son deuxième titre de champion de France[2].
- L'équipe championne est composée de Peter Karlsson, Sébastien Jover et Lin Zhi Gang.

## Championnat féminin
| Pl | Equipes                          | Pts | J  | V  | D  |
| -- | -------------------------------- | --- | -- | -- | -- |
| 1  | Montpellier TT                   | 42  | 14 | 14 | 0  |
| 2  | USO Mondeville TT                | 38  | 14 | 12 | 2  |
| 3  | US Kremlin Bicêtre               | 32  | 14 | 9  | 5  |
| 4  | EM Saint Berthevin/Saint Loup TT | 26  | 14 | 6  | 8  |
| 5  | CAM Bordeaux                     | 24  | 14 | 5  | 9  |
| 6  | CP Lys-lez-Lannoy                | 22  | 14 | 4  | 10 |
| 7  | Beauchamp CTT                    | 22  | 14 | 4  | 10 |
| 8  | ACS Fontenay-sous-Bois           | 18  | 14 | 2  | 12 |

- Montpellier TT remporte son onzième titre consécutif[2].

## Liens
- Classement 2003 sur le site de l'Elan Nevers